# 제인 배들러
제인 배들러(Jane Badler, 1953년 12월 31일 ~ )는 미국의 배우 및 가수이다.

## 출연 작품
- 컬트 걸 (2019)
- 2047 버추얼 레볼루션 (2016)
- 버스데이 케이크 (2013)
- 니들 (2010)
- 브이 1 (2009)
- 아이언피스트 (1995)
- 사랑의 승리 (1990)
- 블랙 스노우 (1989)
- 이지 킬 (1989)
- 돌아온 제5전선 (1988)
- 하이웨이맨 (1987)
- 하이웨이맨 - 시리즈 (1987)
- 페널티 페이즈 (1986)
- 브이 - TV 시리즈 (1984)
- 브이 - 최후의 전투 (1984)
- 브이 - 5부작 미니시리즈 (1983)
- 원 라이프 투 리브 (1968)